# Emiliano Zapata, Hidalgotitlán
Emiliano Zapata är en ort i Mexiko.   Den ligger i kommunen Hidalgotitlán och delstaten Veracruz, i den sydöstra delen av landet, 500 km öster om huvudstaden Mexico City. Emiliano Zapata ligger 13 meter över havet och antalet invånare är 197.
Terrängen runt Emiliano Zapata är platt, och sluttar norrut. Runt Emiliano Zapata är det ganska glesbefolkat, med 29 invånare per kvadratkilometer. Närmaste större samhälle är Hidalgotitlán, 12,7 km norr om Emiliano Zapata. Trakten runt Emiliano Zapata består till största delen av jordbruksmark.